# صراحی (ساز)
صُراحی سازی‌ست از خانوادهٔ سازهای زهی آرشه‌ای بم‌خوان که اندازه آلتو آن صدایی نزدیک به سازهای خراسان است. صراحی از خانوادهٔ کمانچه و قیژک بوده و امکانات سازهای خانوادهٔ ویلن را از نظر نوازندگی و وسعت صدا داراست. این ساز در شهریور ۱۳۸۷ توسط محمدرضا شجریان طراحی و ساخته شد و به‌دلیل شباهت آن به صراحی، شجریان این نام را برای این ساز برگزید. این ساز را نوازندگان کمانچه، قژک، ویولن، ویولنسل و کنترباس به‌راحتی می‌توانند بنوازند. این ساز برای اولین بار در در کنسرت مهرماه ۱۳۸۷ گروه شهناز و محمدرضا شجریان رونمایی و استفاده شد. ویژگی ارزندهٔ «صراحی» نسبت به سازهای هم‌خانوادهٔ این ساز امکان تعویض محفظهٔ پوست و چوب آن به‌صورت یک طبلای کوچک است که همین امر، رنگ‌آمیزی خاص و متفاوتی را از جهت صدادهی به این ساز می‌دهد. سینا جهان‌آبادی در بخش شور و مهرداد ناصحی در بخش همایون برای نخستین بار این ساز را نواختند.

## شکل ظاهری و ویژگی‌ها
این ساز آرشه‌ای است و از لحاظ شکل ظاهر، دستهٔ آن مانند ویلن طراحی شده، ولی فرم صفحه و کاسهٔ آن حالت خاصی دارد و در زیر خرک، حالت گلدانی‌شکل است که روی آن را می‌توان با پوست و گاه با پوست و چوب طراحی کرد. ویژگی قابل توجه این ساز، تغییر رنگ آن با تعویض پوست گلدانی‌شکل است که در مدت کمتر از دو دقیقه امکان‌پذیر است، و این ویژگی تغییر رنگ در هیچ سازی دیده نمی‌شود. هنگامی‌که پوست زیر خرک است، سونوریته و رنگ ساز برای تک‌نوازی مناسب بوده و صدای آن به سازهای محلی موسیقی خراسان نزدیک می‌شود و ساز لهجهٔ موسیقی مناطق را به خود می‌گیرد و وقتی‌که چوب روی پوست اضافه می‌شود، ساز بیشتر حالت آنسامبل به خود گرفته و رنگ‌آمیزی ارکستر را تنوع می‌بخشد. از دیگر ویژگی‌های آن می‌توانم به اریب بودن دستهٔ آن اشاره کنم که به نوعی شبیه دستهٔ ویلن‌سل است و به بدن تکیه می‌کند، همین‌طور تخت بودن پشت دسته که این موارد حرکت در پوزیسیون‌های بالاتر را برای نوازنده آسان‌تر می‌کند. در کنار این موارد، امکان تعویض آسان کاسهٔ گلدانی‌شکل به نوازنده این اجازه را می‌دهد تا با انتخاب گلدان‌هایی که بر آن پوست‌های متفاوتی کشیده شده، رنگ‌های صوتی متنوعی متناسب با فضای موردنیازش را در اختیار داشته باشد. این گستردگی از صداهایی نزدیک به صدای شفاف ویلن‌آلتو تا صدای سازهایی چون کمانچه یا حتی قیچک‌آلتو را دربرمی‌گیرد.

## نظر محمدرضا شجریان دربارهٔ ساز
این ساز به‌علت کمبود صدای بم در سازهای آرشه‌ای طراحی و ساخته شده‌است. این ساز با همان گستره صوتی کمانچه، رنگ صوتی جدیدی را به ارکستر سازهای ایرانی اضافه می‌کند. این ساز را می‌توان در ارکسترهای زهی مانند ارکستر مجلسی نیز به‌کار گرفت.